# ديسكوغرافيا شيرين عبد الوهاب
أصدرت شيرين 8 ألبومات إستديو، و16 أغنية منفردة، وصورت 16 مقطعًا موسيقيًا.

## ألبومات إستديو
| العام | الألبوم                         | الشركة           |
| ----- | ------------------------------- | ---------------- |
| 2002  | فري ميكس 3 (مشترك مع تامر حسني) | فري ميوزيك       |
| 2003  | جرح تاني                        | فري ميوزيك       |
| 2005  | لازم أعيش                       | فري ميوزيك       |
| 2008  | بطمنك                           | روتانا           |
| 2009  | حبيت                            | روتانا           |
| 2012  | إسأل عليا                       | روتانا           |
| 2014  | أنا كتير                        | نجوم ريكوردز     |
| 2018  | نساي                            | شيرين عبد الوهاب |

## أسطوانات مطولة
| العام | الألبوم | الشركة         |
| ----- | ------- | -------------- |
| 2015  | طريقي   | بيلينك للإنتاج |

## ألبومات تجميعية
| العام | الألبوم       | الشركة     |
| ----- | ------------- | ---------- |
|       | Best Of شيرين | فري ميوزيك |

## أغاني مصورة
| الأغنية                           | المنتج            | المخرج         |
| --------------------------------- | ----------------- | -------------- |
| "آه يا ليل"                       | فري ميوزيك        | نصر محروس      |
| "جرح تاني"                        | فري ميوزيك        | نصر محروس      |
| "صبري قليل"                       | فري ميوزيك ميلودي | نصر محروس      |
| "العام الجديد" (بمشاركة فضل شاكر) | روتانا            | سعيد الماروق   |
| "ما بتفرحش"                       | فري ميوزيك        | نصر محروس      |
| "مفيش مرة"                        | فري ميوزيك        | نصر محروس      |
| "لازم أعيش"                       | فري ميوزيك        | نصر محروس      |
| "ما شربتش من نيلها"               | التلفزيون المصري  | أحمد المهدي    |
| "كتر خيري"                        | روتانا            | سعيد الماروق   |
| "أنا انكتبلي عمر"                 | روتانا            | محمد سامي      |
| "ما تعتزرش"                       | روتانا            | وليد ناصيف     |
| "كلي ملكك"                        | نجوم إف إم        | سيراجا تكاشنكو |
| "ومين اختار"                      | نجوم إف إم        | سيراجا تكاشنكو |
| "كل ما أغني" (بمشاركة حسام حبيب)  | نجوم إف إم        | داريوس بوغدان  |
| "نساي"                            | قنوات             | لوكا كواسين    |
| "حبه جنة"                         | قنوات             | لوكا كواسين    |

## أغاني فردية
- «العام الجديد» (مع فضل شاكر)
- «مابتفرحش»
- «لبنان في القلب»
- «قلبي ليك» (مع هاني شاكر)
- «ماشربتش من نيلها»
- «ماتعتذرش»
- «هو ده»
- «على إيدك»
- «كل ماأغني» (ديو مع حسام حبيب)
- «الدين تمام الأخلاق» (ديو مع نجوى كرم)
- «مش قد الهوى»

### أغاني أفلام ومسلسلات
| العام | الأغنية                | الفيلم/المسلسل  |
| ----- | ---------------------- | --------------- |
| 2003  | "بالك"                 | ميدو مشاكل      |
| 2003  | "أفريقيا"              | ميدو مشاكل      |
| 2003  | "روق"                  | ميدو مشاكل      |
| 2006  | "كتير بنعشق"           | عن العشق والهوى |
| 2008  | "المرايا"              | آسف على الإزعاج |
| 2013  | "مشاعر"                | حكاية حياة      |
| 2017  | تتر مسلسل حلاوة الدنيا | حلاوة الدنيا    |
| 2019  | "يا بتفكر يا بتحس"     | خمسة ونص        |